# Таверна ди Тури (Пескара)
Таверна ди Тури (итал. Taverna di Turri) је насеље у Италији у округу Пескара, региону Абруцо.
Према процени из 2011. у насељу је живело 138 становника. Насеље се налази на надморској висини од 118 м.